# 조반니 레오네
조반니 레오네(이탈리아어: Giovanni Leone, 1908년 11월 3일 ~ 2001년 11월 9일)는 이탈리아의 정치인이다. 1963년 6월-12월, 1968년 6월-12월 두 차례에 걸쳐 38대 총리를 지냈으며 1971년부터 1978년까지 제6대 대통령을 지냈다.
부친은 기독교민주당(Democrazia Cristiana)의 창설자 중 한명이었다. 조반니는 나폴리 태생으로 1946년 제헌의회의 의원으로 당선되었다. 1929년 법률학을 전공하였고 이후 정계에 입문하였다. 그는 당내에서 우파 성향을 띈 인물이었다. 1948년 이탈리아 대의회의 의원으로 선출되었고, 1963년까지 재직하였다. 1955년부터는 대의회 의장을 지냈지만, 1963년 총리로 임명되자 사임하였다.
그는 대선 내의 비공식적 후보였기 때문에, 1967년 종신 상원의원이 되었다. 이듬해 그는 다시 총리로 임명되어 짧은 기간 동안 재직하였다. 1971년 주세페 사라가트(Giuseppe Saragat) 대통령의 후임을 뽑는 선거에서 당선, 7년간 재직하였다.
그러나 록히드 사건에 개입한 의혹이 돌았고, 결국 임기 종료를 6개월 앞두고 사퇴했다.